# Tony Martin (kampsportare)
Tony Martin, född 11 december 1989 i Palos Heights, är en amerikansk MMA-utövare som sedan 2014 tävlar i organisationen Ultimate Fighting Championship.